# Hedwig Heuss

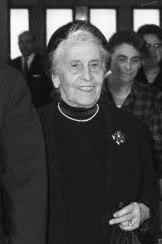
Hedwig Heuss (1964)

Hedwig Heuss, geborene Mödinger (* 20. März 1883 in Oberurbach im Oberamt Schorndorf, heute Urbach im Rems-Murr-Kreis; † 28. November 1980 in Ludwigsburg), war die Schwägerin von Theodor Heuss, dem ersten Bundespräsidenten der Bundesrepublik Deutschland. Nach dem frühen Tod seiner Gattin Elly Heuss-Knapp im Juli 1952 übernahm Hedwig Heuss im Alter von knapp 70 Jahren die Haushalts- und Repräsentationspflichten einer „First Lady“ in Bonn von 1952 bis 1959. Hedwig Heuss ist diesbezüglich eine Ausnahmeerscheinung, denn sie war mit Theodor Heuss weder verheiratet noch seine Lebensgefährtin.

## Leben und Wirken

### Die Jahre als Landarztfrau
Hedwig Karoline Mödinger wuchs in einer kinderreichen Familie auf. Der Vater Hermann Mödinger (1855–1906) war Gastwirt in Stuttgart und Göppingen. Die Mutter Karoline Mödinger (1854–1945), geb. Öttle, brachte acht Kinder zur Welt. Zwei verstarben früh. 1906 verlobte sich Hedwig mit dem angehenden Arzt Dr. Ludwig Heuss (* 26. Januar 1881; † 5. August 1932), dem ältesten Bruder von Theodor Heuss. Um ihrer Zukunft als Gattin eines Arztes gerecht zu werden und ihren Horizont zu erweitern, erlernte sie die große Krankenpflege beim Evangelischen Diakonieverein Berlin-Zehlendorf. Anschließend arbeitete sie im städtischen Krankenhaus von Stettin-Pommerensdorf in der damaligen Provinz Pommern.
Die Heirat mit Ludwig Heuss fand am 14. Dezember 1908 in Stuttgart statt und unmittelbar danach zog das junge Paar nach Brettheim bei Rot am See in der Region Hohenlohe, wo Ludwig Heuss seine erste Landarztstelle innehatte. Dort kamen die Kinder Elisabethe Leonore (1909) und Hartmann (1912) zur Welt. Das Wohnhaus der Familie erbaute der Architekt Hermann Heuss (1882–1959), der zweitälteste Bruder von Theodor Heuss.
Nachdem Ludwig Heuss in Heilbronn eine Stelle als Stadt- und Schularzt angeboten worden war, zog die Familie 1913 dorthin um. Zwei weitere Kinder wurden geboren: Conrad (1914) und Hanna (1916). Hedwig Heuss engagierte sich neben ihren Familienpflichten auch sozial, z. B. als Leiterin der Kochschule des 1902 gegründeten Frauenvereins Heilbronn, in deren Funktion sie auch ihren Mann bei der Bekämpfung der hohen Kindersterblichkeit in der Stadt unterstützte. Zudem betätigte sie sich als Schöffin.
Ludwig Heuss war als Arzt sehr angesehen. Als überzeugter Demokrat wirkte er auch politisch im Stadtrat und galt als Gegner der Nationalsozialisten. Er starb schon früh im Alter von 51 Jahren an einem Herzinfarkt.
Nach dem Tod ihres Mannes lebte Hedwig Heuss mit ihren Kindern in Ludwigsburg. Die folgende Zeit war überschattet durch den frühen Tod von Familienmitgliedern: Hartmann, Student der Medizin, verstarb 1936 an den Folgen einer Infektion und Conrad Heuss fiel als Kommandeur des Infanterieregiments II/34 im März 1945 vor Danzig. Der Ehemann der jüngsten Tochter Hanna, Arndt Frielinghaus, wurde 1943 von Partisanen in Triest erschossen.
Nach Kriegsende war Hedwig Heuss Mitglied der Spruchkammer (Spruchkammerbeisitzerin).

### Die Bonner Jahre
Nach dem Tod seiner Gattin Elly Heuss-Knapp († 19. Juli 1952) holte Theodor Heuss seine Schwägerin schon im Oktober 1952 nach Bonn in die Villa Hammerschmidt, den damaligen Dienstsitz des Bundespräsidenten. Er erfüllte damit auch den Wunsch seiner verstorbenen Frau. In ihre neue Rolle wuchs Hedwig Heuss schnell hinein. Sie hatte als „First Lady“ nicht nur die hauswirtschaftliche Leitung und die private Gästebetreuung inne, sondern auch Repräsentationspflichten bei den zahlreichen Staatsempfängen und Inlandsterminen. Die Reihe der vielbeachteten ausländischen Staatsbesuche in der jungen Bundesrepublik nach dem Zweiten Weltkrieg eröffnete Kaiser Haile Selassie 1954. Durch ihre kommunikative Art gewann Frau Heuss rasch die Sympathien der Größen ihrer Zeit, ob Politiker, Diplomaten, Industrielle, Künstler, geistliche Würdenträger oder gekrönte Häupter. Dabei halfen ihr auch ihre guten Englischkenntnisse. So erlebte Hedwig Heuss als Gastgeberin den Besuch zweier US-Präsidenten (Harry S.Truman und Dwight D. Eisenhower), des indischen Premierministers Jawaharlal Nehru, des indonesischen Präsidenten Sukarno, von Winston Churchill und vielen anderen.
Da Theodor Heuss verwitwet war, sah das Protokoll Damenbegleitung bei Staatsbesuchen im Ausland nicht vor. Eine einzige Ausnahme gab es beim Staatsbesuch in Italien (1957) auf persönliche Einladung des damaligen italienischen Staatspräsidenten Giovanni Gronchi, wo Theodor Heuss „halboffiziell“ von seiner Schwägerin begleitet werden konnte.
Zu den von einer „First Lady“ erwarteten sozialen Pflichten gehörte auch der Vorsitz im Kuratorium des Müttergenesungswerks, das von Elly Heuss-Knapp mitbegründet worden war. Zudem redigierte Hedwig Heuss die Reden ihres Schwagers und überarbeitete Artikel und Manuskripte.
Die damalige Presse würdigte in zahlreichen Berichten das diskrete öffentliche Auftreten, die vielseitigen Interessen, die Fürsorglichkeit und das heitere Naturell dieser beliebten Persönlichkeit. Hedwig Heuss selbst bezeichnete sich scherzhafterweise als „staatlich akkreditierte Oberfürsorgerin des Bundespräsidenten“. Trotz ihrer damaligen Popularität blieb diese Frau in der breiten Öffentlichkeit bis heute verhältnismäßig unbekannt, vielleicht auch, weil sie nach Möglichkeit das Rampenlicht mied und Fotografen aus dem Weg ging.

### Die späten Jahre
Nach dem Ablauf der Amtszeit des Bundespräsidenten 1959 kehrte Hedwig Heuss nach Ludwigsburg zurück, wo auch ihre jüngste Tochter Hanna lebte. Mit ihr zusammen pflegte sie Theodor Heuss in Stuttgart nach seiner Beinamputation. Nach dem Tod des Bundespräsidenten erschien 1964 das Buch „Heuss Anekdoten“ von Hanna Frielinghaus-Heuss (1916–2010).
Die zahlreichen Einladungen zu hochoffiziellen Anlässen nahm die ehemalige First Lady gerne an, war noch sportlich aktiv und sozial engagiert bis ins hohe Alter (Mitbegründerin der Volkshilfe Ludwigsburg).
Mit 90 Jahren verfasste sie für ihre Kinder und Enkel anekdotenreiche Erinnerungen an ihre Bonner Zeit „Meine Bonner Jahre an der Seite des Bundespräsidenten“, aus denen hervorgeht, wie sinnstiftend sie diese Tätigkeit empfand. 1977 entstand für ihre älteste Tochter das Werk „Meine frühen Jahre als Landarztfrau. Vorbereitung und erste Jahre“.
Im Alter von 97 Jahren starb die zweite „First Lady“ der Bundesrepublik. Ihr Grab befindet sich auf dem Heilbronner Hauptfriedhof neben ihrem Ehemann. Seit 2014 erinnert an ihrem Geburtshaus, dem Schloss Urbach, eine Gedenkplakette an Hedwig Heuss.